# Canning Town (DLR)
Ne doit pas être confondu avec Canning Town (métro de Londres).
Canning Town (en anglais : Canning Town DLR Station), est une station de la ligne de métro léger automatique Docklands Light Railway (DLR), en zone 2 et 3 Travelcard. Elle  est située sur le Silvertown Way, à Canning Town dans le borough londonien de Newham sur le territoire du Grand Londres.
Elle permet des correspondances avec la station Canning Town, du métro de Londres.

## Situation sur le réseau

Plan de la ligne du métro léger DLR.

Située en surface, la station Canning Town du métro léger Docklands Light Railway, important nœud ferroviaire, dispose de deux plateformes de passage l'une à côté de l'autre : la première, est desservie par la branche est-nord, elle est établie entre la station Star Lane (DLR), en direction de la station terminus Stratford International (DLR), et la station West Silvertown (DLR), en direction du terminus Woolwich Arsenal (DLR) ; la seconde est située entre les stations East India (DLR), en direction du terminus Bank (DLR), et Royal Victoria (DLR), en direction du terminus Beckton (DLR),. Elle est en zone 2 et 3 Travelcard.
La première plateforme dispose d'un quai central, numéroté 1 et 2, encadrant les deux voies de la ligne, et la deuxième, située au-dessus de celle du métro de Londres, comporte également un quai central, numéroté 3 et 4, encadrant les deux voies de la ligne. Au sud de la station de nombreux appareils de voies permettent des passages d'une ligne à l'autre.

## Histoire

### Premières gares
La première gare, dénommée Barking Road, est mise en service le 14 juin 1847 par la Eastern Counties and Thames Junction Railway (en). Édifiée au sud de Barking Road, elle est renommée Canning Town le 1er juillet 1873. 
En 1888, la première gare est fermée et remplacée par une nouvelle, édifiée au nord de Barking Road, par la Great Eastern Railway. Le service de trains se poursuit sur ce second site jusqu'au 29 mai 1994. 
Au début des années 1990, le déplacement de la gare est décidé pour créer une importante gare d'échange, au sud et à proximité du premier site, desservie par trois lignes : l'ancienne North London line (en), l'extension de la Jubilee line du métro de Londres et l'extension de la ligne du métro léger automatique Docklands Light Railway. En 1995, la station Canning Town (DLR) et la troisième gare ouvrent sur le nouveau site. La station Canning Town de la Jubilee line ouvre en 1999.

### Station du Docklands Light Railway
La station Canning Town du Docklands Light Railway est mise en service le 28 mars 1994, lors de l'ouverture de l'extension de Poplar à Beckton. Pour permettre la construction de la station Canning Town de la Jubilee line du métro de Londres, elle est fermée du 6 juin 1996 au 5 mars 1998.
L'ancienne plateforme, de la gare de 1995, est réaménagée pour l'extension de Canning Town à Stratford Internationalet mise en service le 31 août 2011,.

Situation des plateformes
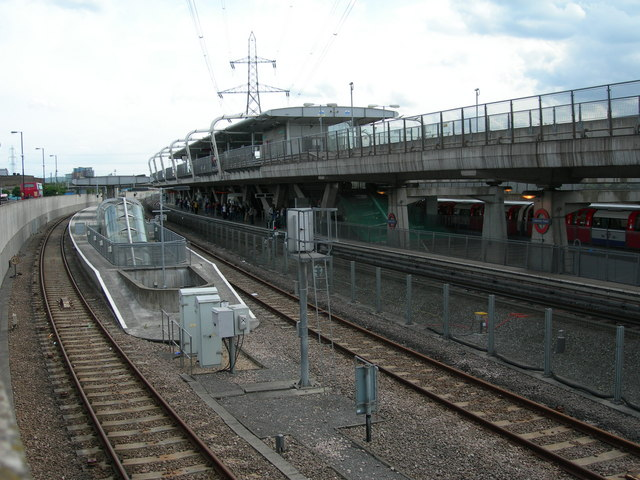
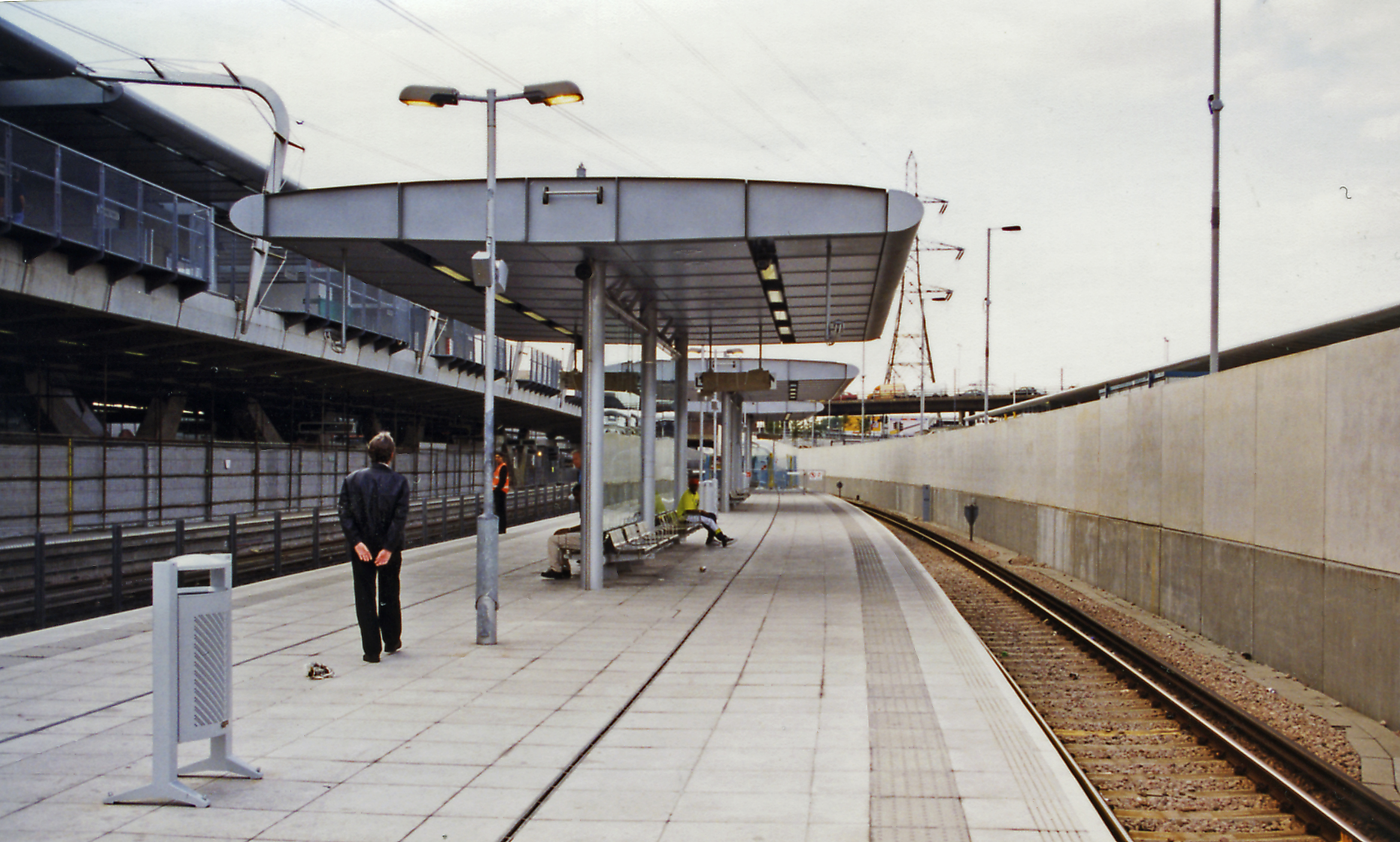
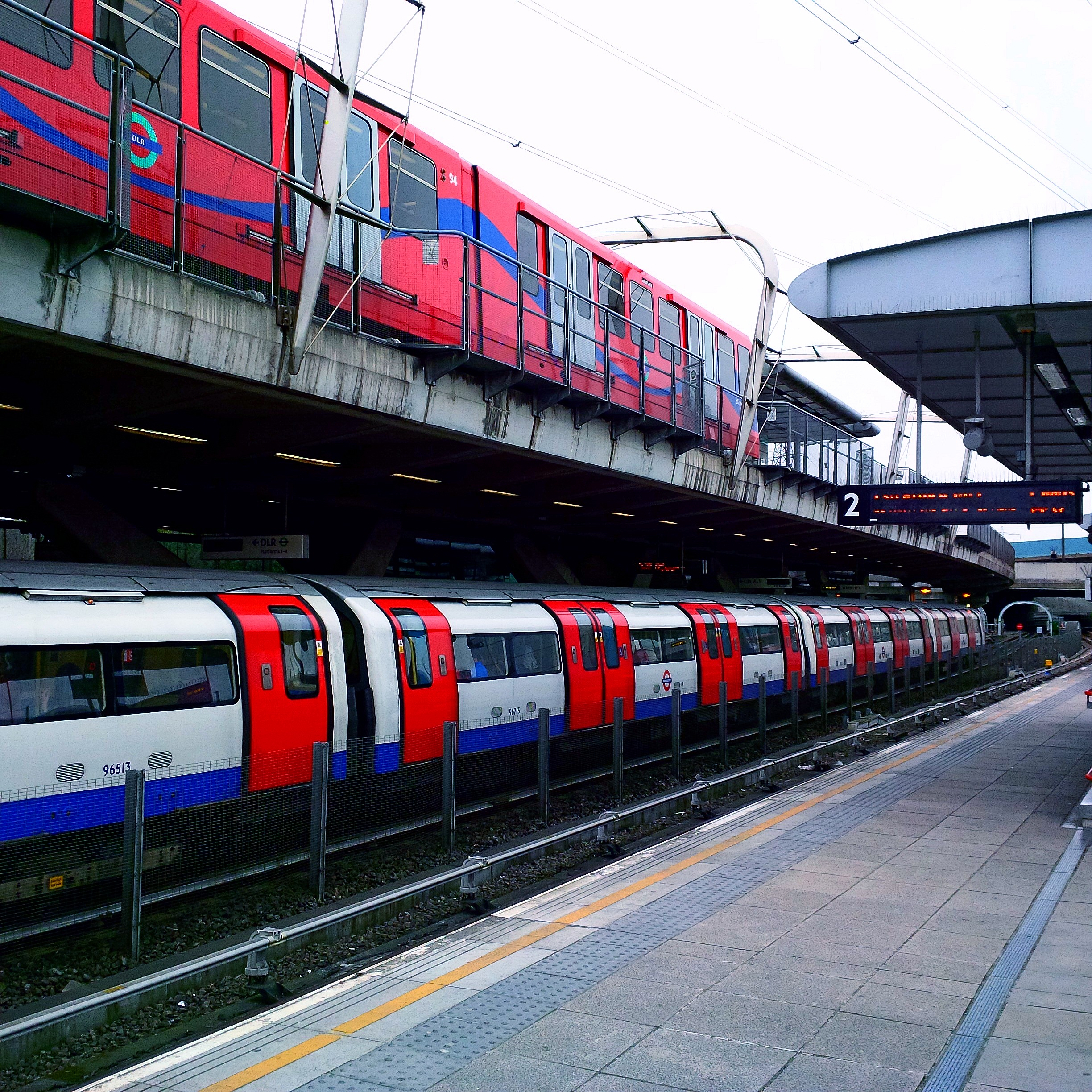

## Services aux voyageurs

### Accès et accueil
L'entrée commune permettant d'accéder aux plateformes de la station est située sur le Silvertown Way.

### Desserte
La plateforme Canning Town de la branche est-nord, numéroté 1 et 2, est desservie par les rames des relations Stratford International - Beckton et Stratford International - Woolwich Arsenal,.

Installations et desserte plateforme DLR en surface
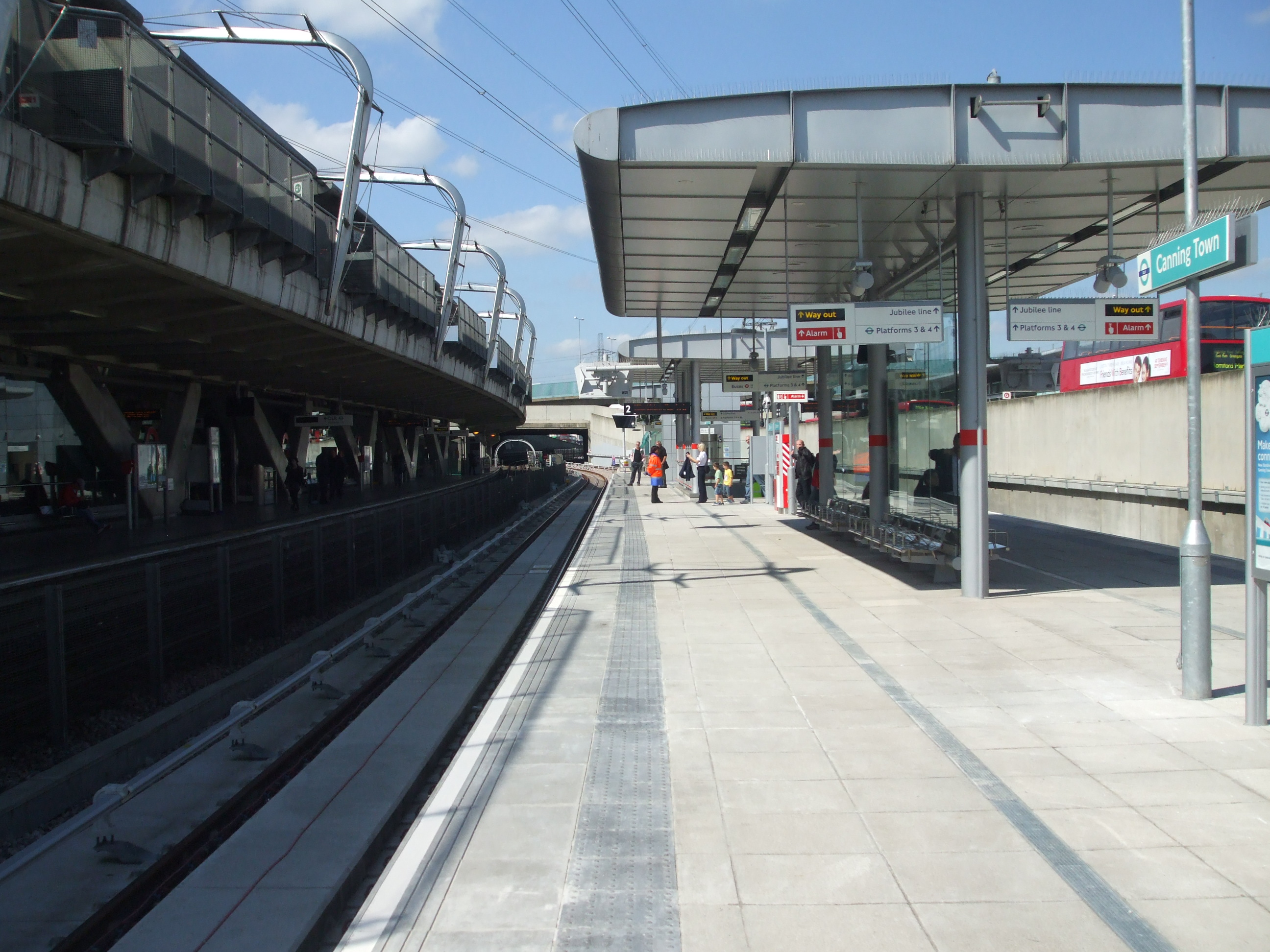
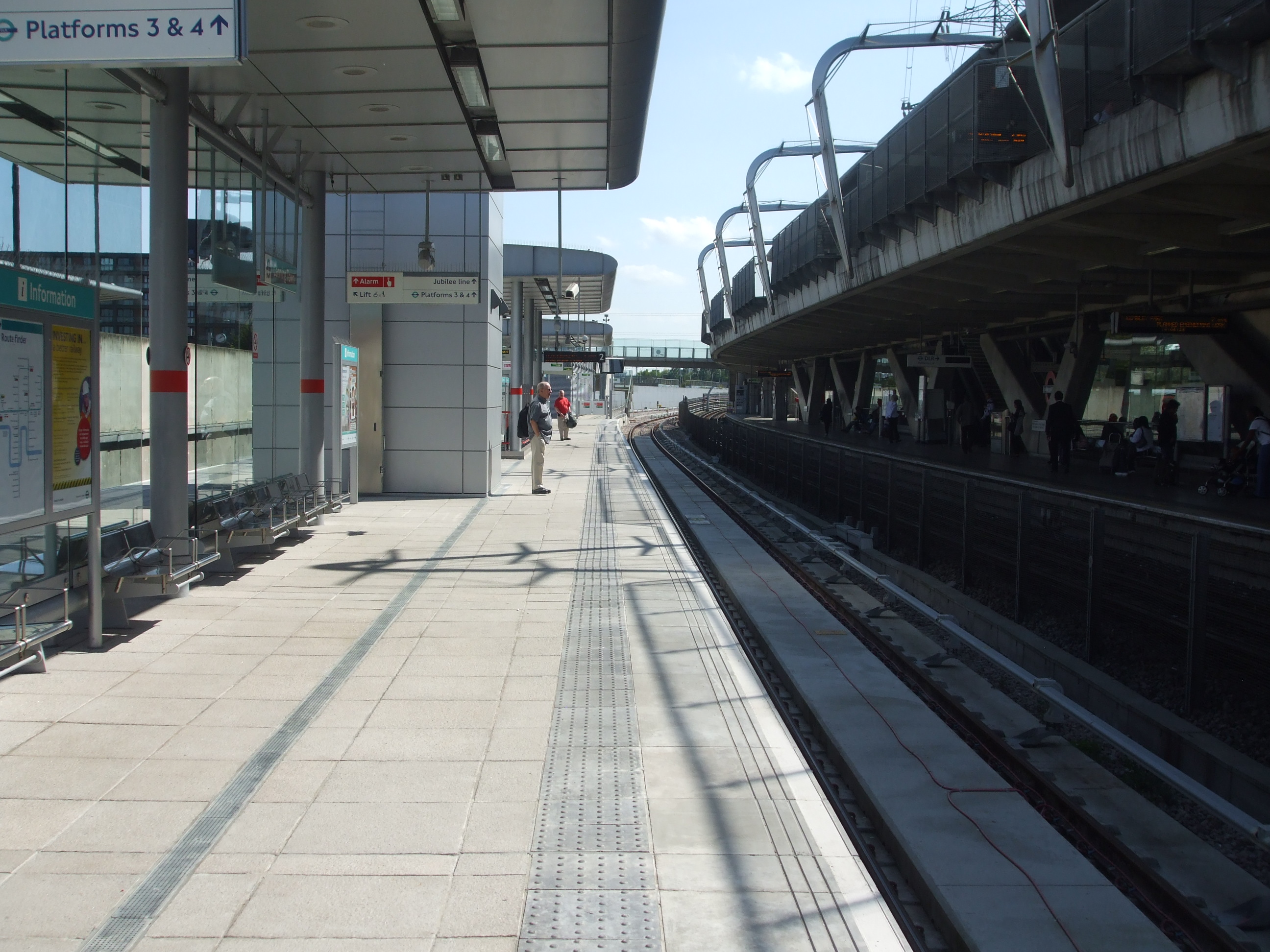
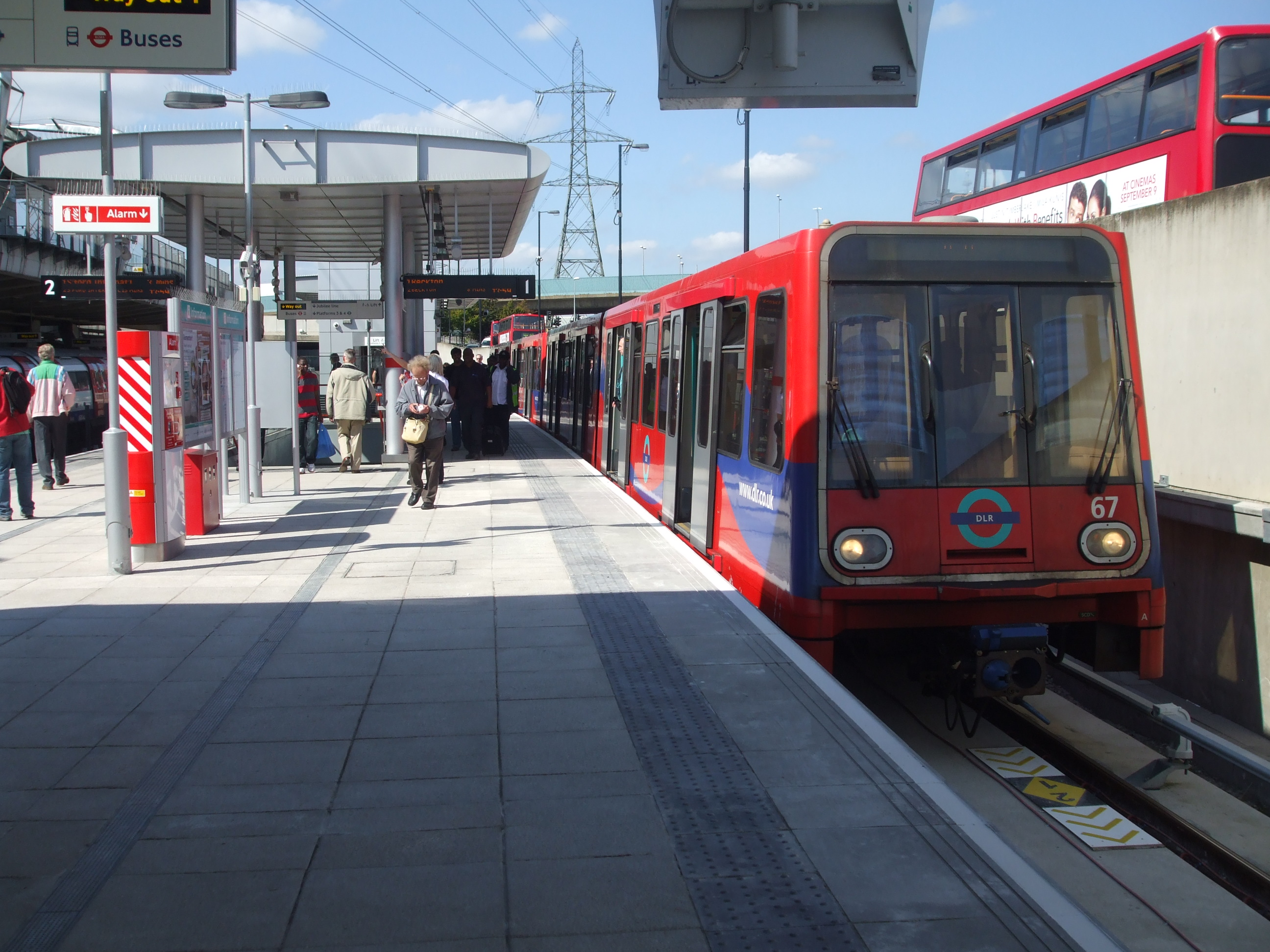

La plateforme Canning Town de la branche est, numéroté 3 et 4, est desservie par les rames des relations : Bank - Woolwich Arsenal et Tower Gateway - Beckton,.

Installations et desserte plateforme DLR aérienne
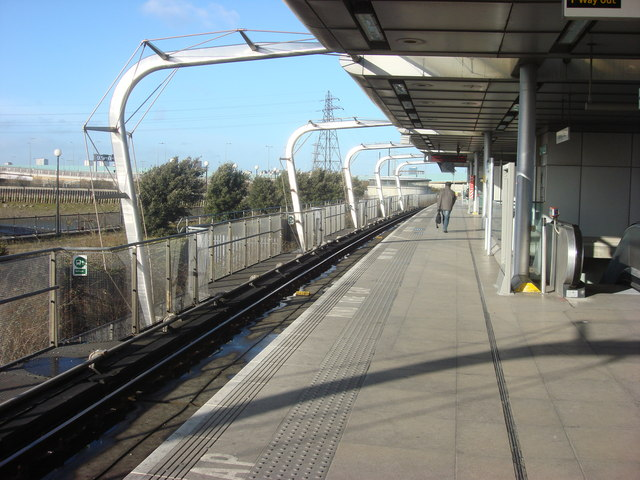
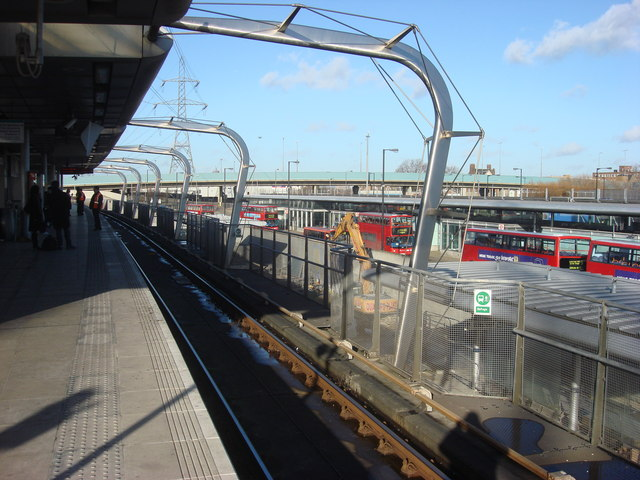
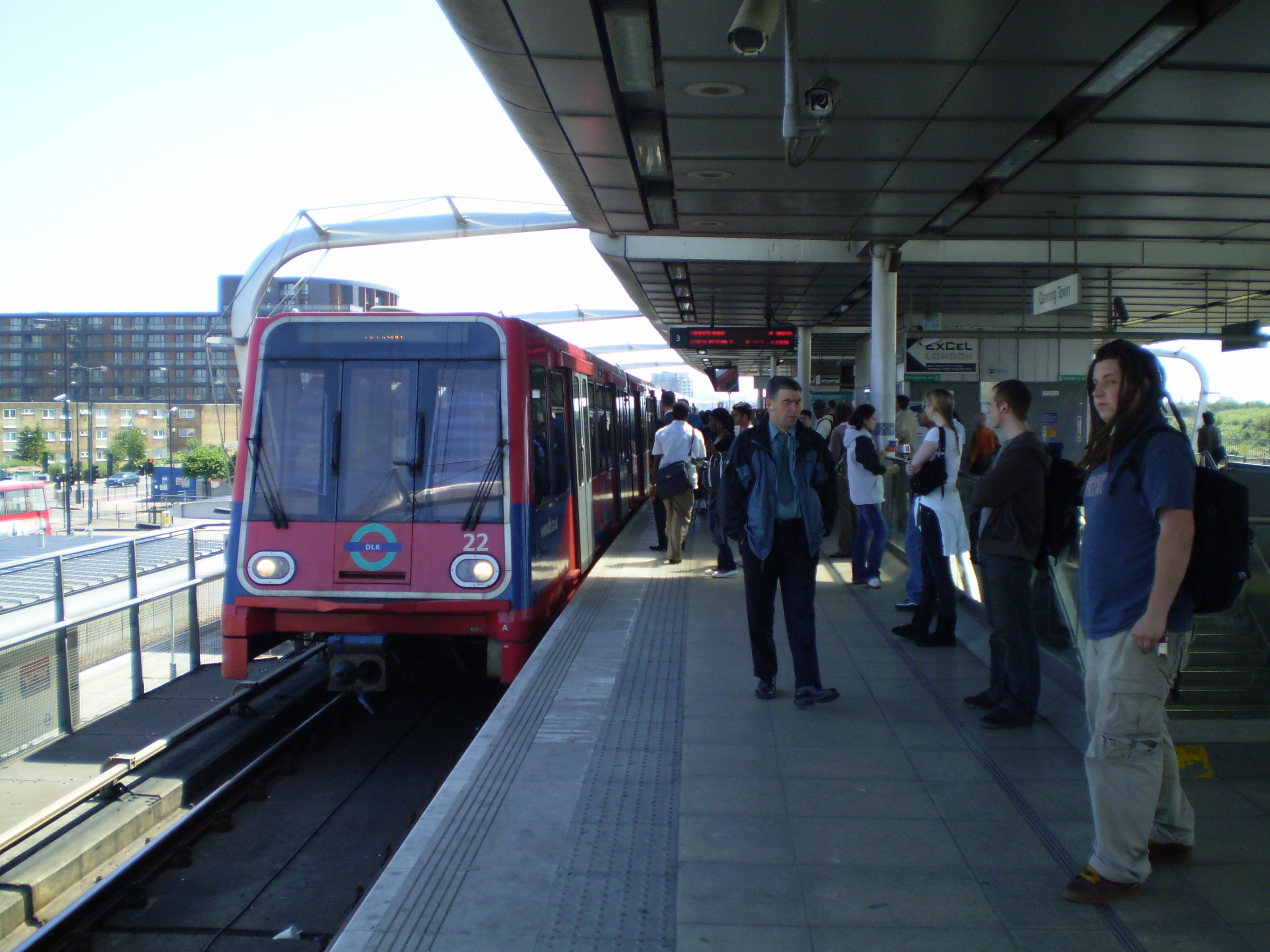

### Intermodalité
Elle permet des correspondances avec les rames de la ligne Jubilee qui desservent la station Canning Town, du métro de Londres.
À proximité des arrêts de bus sont desservis par les lignes : 5, 69, 115,  147, 241, 300, 309, 323, 330, 474, N15 et N550 N551

## À proximité
- Canning Town